# Фінікс (Нью-Йорк)
Фінікс (англ. Phoenix) — селище (англ. village) в США, в окрузі Освіго штату Нью-Йорк. Населення — 2226 осіб (2020).

## Географія
Фінікс розташований за координатами 43°13′51″ пн. ш. 76°17′45″ зх. д. / 43.23083° пн. ш. 76.29583° зх. д. (43.230897, -76.295805).  За даними Бюро перепису населення США в 2010 році селище мало площу 3,34 км², з яких 3,03 км² — суходіл та 0,31 км² — водойми.

## Демографія
Згідно з переписом 2010 року, у селищі мешкали 2382 особи в 1010 домогосподарствах у складі 611 родини. Густота населення становила 713 осіб/км².  Було 1119 помешкань (335/км²).
Расовий склад населення:
| - 96,1 % — білих - 0,8 % — чорних або афроамериканців - 0,7 % — корінних американців - 0,5 % — азіатів |

До двох чи більше рас належало 1,7 %. Частка іспаномовних становила 1,3 % від усіх жителів.
За віковим діапазоном населення розподілялося таким чином: 26,8 % — особи молодші 18 років, 61,4 % — особи у віці 18—64 років, 11,8 % — особи у віці 65 років та старші. Медіана віку мешканця становила 35,3 року. На 100 осіб жіночої статі у селищі припадало 90,7 чоловіків;  на 100 жінок у віці від 18 років та старших — 82,6 чоловіків також старших 18 років.
Середній дохід на одне домашнє господарство  становив 53 479 доларів США (медіана — 34 476), а середній дохід на одну сім'ю — 70 055 доларів (медіана — 48 693). Медіана доходів становила 36 196 доларів для чоловіків та 34 688 доларів для жінок. За межею бідності перебувало 24,1 % осіб, у тому числі 30,2 % дітей у віці до 18 років та 32,5 % осіб у віці 65 років та старших.
Цивільне працевлаштоване населення становило 1138 осіб. Основні галузі зайнятості: освіта, охорона здоров'я та соціальна допомога — 19,7 %, роздрібна торгівля — 17,0 %, виробництво — 13,2 %, мистецтво, розваги та відпочинок — 9,7 %.